# Sejm zwyczajny 1652
Sejm 1652 – sejm zwyczajny I Rzeczypospolitej został zwołany ok. 1 listopada 1651 roku do Warszawy.
Sejmiki przedsejmowe w województwach odbyły się 15 grudnia 1651 roku. Marszałkiem sejmu obrano Andrzeja Maksymiliana Fredro. Obrady sejmu trwały od 26 stycznia do 11 marca 1652 roku. 
Sejm miał się zając sprawami organizacji państwa i ugody z Kozakami w Białej Cerkwi (28 września 1651 r.) oraz w sprawie Hieronima Radziejowskiego, skazanego przez sąd marszałkowski na infamię.  
Nie udało się uchwalić prolongaty obrad sejmowych, przeciwko czemu zaprotestował 9 marca 1652 roku Władysław Wiktoryn Siciński, poseł upicki. Po bezskutecznych nawoływaniach do zgody marszałek Andrzej Maksymilian Fredro pożegnał króla i 11 marca 1652 roku zamknął sejm, który nie przyjął żadnej konstytucji.